# Burns-Mitchell-Diagramm
Ein Burns-Mitchell-Diagramm stellt das Verhalten makroökonomischer Variablen über den typischen Konjunkturzyklus als eine Abweichung von deren Werten am Höhepunkt dar. Das Burns-Mitchell-Diagramm wurde 1946 durch die US-amerikanischen Ökonomen Arthur F. Burns und Wesley C. Mitchell veröffentlicht und in der Fachwelt nach ihnen benannt.

## Hintergrund
Die scharfen Fluktuationen wirtschaftlicher Aktivität in den schnell industrialisierenden Volkswirtschaften Europas und der USA zogen im frühen 20. Jahrhundert das Interesse vieler Ökonomen auf sich. In den 1920er und 1930er Jahren war das National Bureau of Economic Research (NBER) in Verbindung mit renommierten Wirtschaftswissenschaftlern wie Gottfried Haberler, Simon Kuznets, Wassily Leontief oder Allyn Young ein Zentrum derartiger Forschung. Eine gemeinsame Sichtweise dieser Forscher war, dass das Aufkommen mächtiger statistischer Methoden es ermöglichte ökonomische Phänomene im Allgemeinen und Konjunkturzyklen im Speziellen auf eine wissenschaftlichere Art und Weise zu untersuchen.
Zwei NBER-Forscher, Arthur Burns und Wesley Mitchell, waren zwar skeptisch bezüglich des statistischen Ansatzes, standen jedoch hinter einer auf Daten basierenden, beschreibenden Bewertung der Regelmäßigkeiten des Konjunkturzyklus. Mitchell hatte bereits in 1927 ein Buch geschrieben, welches das Forschungsprogramm mehr oder minder entwarf, doch zusammen mit Burns wurde das Projekt nach dem Zweiten Weltkrieg schließlich zum Erfolg. Der Gedanke dahinter war es die Zeitreihen zu einer Sequenz von Zyklen zu reduzieren und anschließend das durchschnittliche Verhalten anderer wichtiger Variablen einer Anzahl von Perioden vor und nach dem Höhepunkt des durchschnittlichen Zyklus zu untersuchen. Dieser hochgradig datenintensive empirische Ansatz wurde zwar als modern und nützlich betrachtet, obwohl er von einigen als "Messung ohne Theorie" kritisiert wurde.
Die Identifizierung von Konjunkturzyklen ist immer ein schwieriges Verfahren mit einem Grundmaß an Willkürlichkeit. Burns und Mitchell verwandten monatliche US-amerikanische Datensätze aus der Vorkriegszeit für industrielle sowie landwirtschaftliche Produktion, haltbare sowie nicht-haltbare Güter, Zinssätze, Beschäftigung, Löhne und Lebensmittelpreise (ein frühes Substitut für das BIP). Das Ergebnis ihrer damaligen Studie zeigte auf, dass Produktion, Beschäftigung, Löhne, Großhandelspreise und Zinssätze prozyklisch und übereinstimmend sind, während Kleinhandelpreise ein wenig hinterherzuhinken scheinen.

## Erbe
Das Burns-Mitchell-Diagramm wurde 2001 durch Harding und Pagan weiter verfeinert.